# نهائي كوبا أمريكا 2011
نهائي كوبا أمريكا 2011 كانت المباراة النهائية لمسابقة كوبا أمريكا 2011 وهي مسابقة كرة قدم دولية تنظم من قبل اتحاد أمريكا الجنوبية لكرة القدم والتي أقيمت في الفترة ما بين 1 وحتى 24 يوليو 2011. أقيمت المباراة النهائية بتاريخ 24 يوليو 2011 بملعب مونومنتال أنتونيو فيسبوكيو ليبرتي في بوينس آيرس بين الأوروغواي والبراغواي وفاز منتخب الأوروغواي بنتيجة 3–0. وبذلك تأهلت الأوروغواي إلى كأس القارات 2013 في البرازيل.

## عن الفريقين
عرفت البطولة حتى عام 1975 باسم "بطولة أمريكا الجنوبية لكرة القدم".

| الفريق     | سنوات التتويج في كوبا أمريكا السابقة *(للإشارة إلى فوز المنتخب في البطولة باعتباره البلد المضيف) |
| ---------- | ------------------------------------------------------------------------------------------------ |
| الأوروغواي | 14 (1916, 1917*, 1920, 1923*, 1924*, 1926، 1935, 1942*, 1956*, 1959, 1967*, 1983، 1987, 1995*)   |
| باراغواي   | 2 (1953، 1979)                                                                                   |

## الطريق إلى النهائي
| م. | الفريق     | لعب | نقاط |
| -- | ---------- | --- | ---- |
| 1  | تشيلي      | 3   | 7    |
| 2  | الأوروغواي | 3   | 5    |
| 3  | بيرو       | 3   | 4    |
| 4  | المكسيك    | 3   | 0    |

| م. | الفريق    | لعب | نقاط |
| -- | --------- | --- | ---- |
| 1  | البرازيل  | 3   | 5    |
| 2  | فنزويلا   | 3   | 5    |
| 3  | باراغواي  | 3   | 3    |
| 4  | الإكوادور | 3   | 1    |

## المباراة

### تفاصيل المباراة
| الأوروغواي                     | 3–0   | باراغواي |
| ------------------------------ | ----- | -------- |
| - سواريز 11' - فورلان 41'، 89' | تقرير |          |

| الأوروغواي | باراغواي |